# Miroliubovo
Miroliubovo (în bulgară Миролюбово) este un sat în partea de est a Bulgariei în Regiunea Burgas, în Munții Balcani. Aparține administrativ de Comuna Burgas. La recensământul din 2001 localitatea avea 143 locuitori. Localitatea a fost fondată în 1923 de către refugiații bulgari din Tracia de Est. Până în 1951 s-a numit Domusorman.

## Demografie
Componența etnică a satului Miroliubovo
     Bulgari (96,26%)
     Turci (3,73%)
     Nicio identificare (0%)
     Altele (0%)
La recensământul din 2011, populația satului Miroliubovo era de 107 locuitori. Din punct de vedere etnic, majoritatea locuitorilor (96,26%) erau bulgari, cu o minoritate de turci (3,73%). Pentru 0,0% din locuitori nu este cunoscută apartenența etnică.